# Denis Borges Barbosa
Denis Borges Barbosa (Río de Janeiro, 12 de septiembre de 1948 – Río de Janeiro, 2 de abril de 2016) fue un abogado y jurista carioca. Se formó como bacharel en Derecho por la Universidad del Estado de la Guanabara (actual UERJ), se especializó en Brasil y en el exterior con máster (LLM) por la Universidad de Columbia y doctorado en la UERJ. Barbosa fue llamado muchas veces por incontables fuentes el principal abogado de la propiedad intelectual de Brasil.

## Biografía
Inició su carrera como músico, profesor de flauta (en el instituto Pro-Arte de Música), siguiendo la formación de su madre, la compositora y maestra Cacilda Borges Barbosa. Representó el Instituto Nacional de Propiedad Intelectual en negociaciones de Tratados Internacionales, cedido por Furnas en el periodo de 1977 a 1988, y fue abogado de las Centrales Eléctricas Furnas entre 1977 y 1988. Barbosa también fue procurador del Estado y tras el Municipio de la ciudad de Río de Janeiro, donde se jubiló para dedicarse a la abogacía y al magisterio.

## Trayectoria
Actuó como profesor de máster y doctorado académico en el Instituto Nacional de la Propiedad Industrial y en el Instituto de Economía de la UFRJ. Barbosa también fue profesor en los cursos de posgrado de la Pontificia Universidad Católica de Río de Janeiro, de la Escuela Superior de Abogacía de la OAB-SP y de la Fundación Getúlio Vargas.
Fue miembro del Instituto de los Abogados Brasileños, de la Asociación Brasileña de la Propiedad Intelectual, de la Asociación Portuguesa de Derecho Intelectual (APDI), del cuerpo Editorial de la revista Colloquium Research Papers, publicada conjuntamente por la OMPI y por la OMC, así como del consejo consultivo del IP Osgoode en la Osgoode Hall Law School.

## Obras
- Propriedade Intelectual - Direitos Autorais e Software. Río de Janeiro: Lumen juris, 2003. v. 1.
- Propriedade Intelectual - A Aplicação do Acordo TRIPs. 2ª. ed. Río de Janeiro: Lumen Juris, 2002. v. 1. 286p .
- Licitações, Subsídios e Patentes. Río de Janeiro: Luemn Juris, 1997. v. 1.
- Uma Introdução à Propriedade Intelectual, Vol. I. Río de Janeiro: Lumen Juris, 1997. v. 1.
- Uma Introdução à Propriedade Intelectual. Río de Janeiro: Lumen Juris, 1997. v. 1.
- Direito de Acesso do Capital Estrangeiro. Río de Janeiro: Lumen Juris, 1996. v. 1.[8
- Suplemento à Legislação da Propriedade Industrial e do Comércio de Tecnologia. Río de Janeiro: Forense, 1985. v. 1.
- Tributação da Propriedade Industrial e do Comércio de Tecnologia. São Paulo: Editora Revista dos Tribunais, 1984. v. 1. 235p